# Hemicloea murina
Hemicloea murina är en spindelart som beskrevs av Ludwig Carl Christian Koch 1875. Hemicloea murina ingår i släktet Hemicloea och familjen plattbuksspindlar.
Artens utbredningsområde är Queensland. Inga underarter finns listade i Catalogue of Life.